# Frickhinger-Anlagen

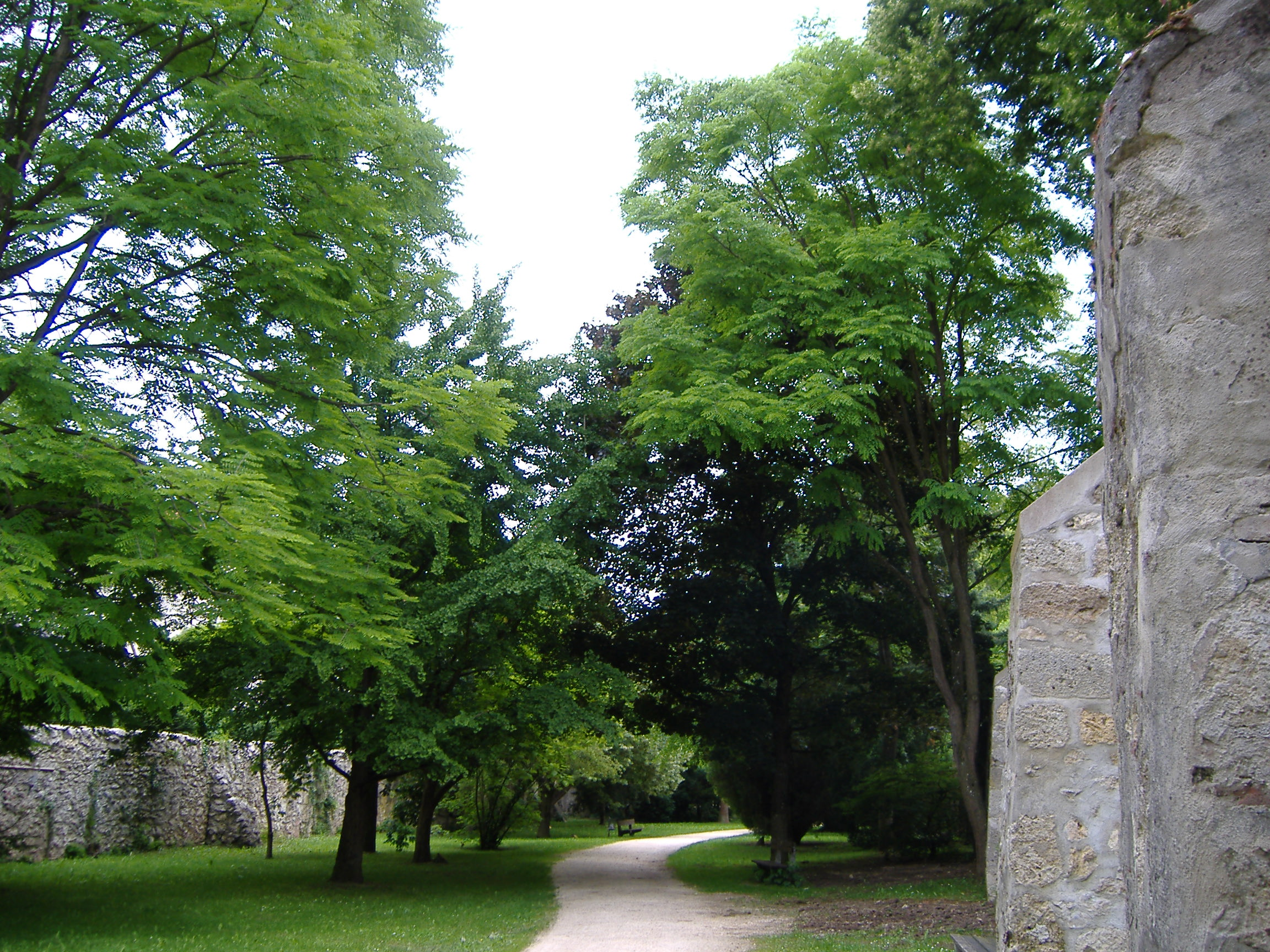
Seltene Bäume befinden sich in den Anlagen

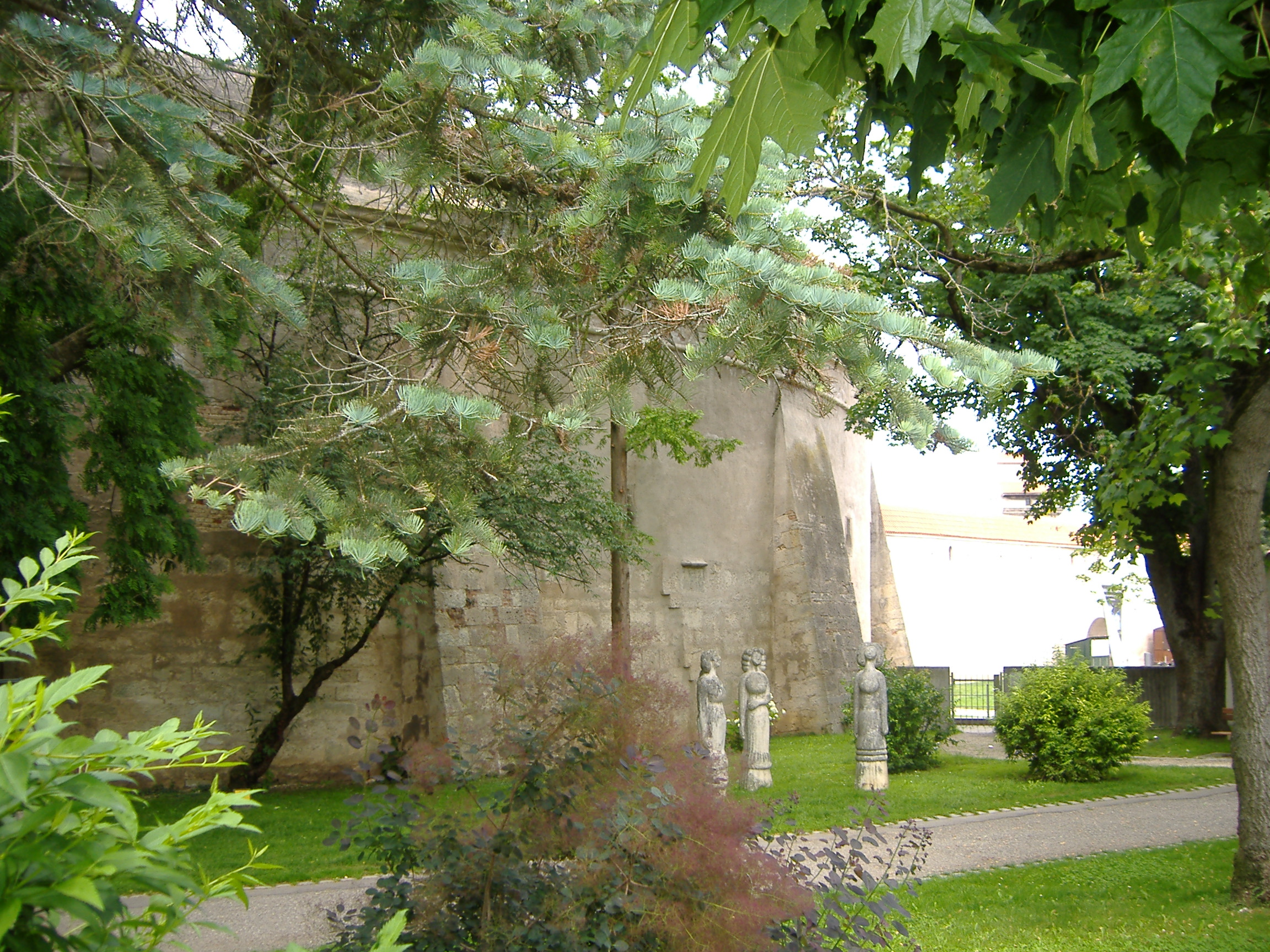
Kunstwerke von Ernst Steinacker innerhalb der Anlagen

Die Frickhinger-Anlagen im ehemaligen Stadtgraben von Nördlingen sind eine stadtnahe Erholungszone  sowie ein  botanischer Lehrpark. Das Areal, etwa 17.100 m² umfassend, ist benannt nach  dem Apotheker und Wissenschaftler Hermann Adalbert Frickhinger (1851–1940), der die Errichtung des Parks durch den Kauf von Grundstücken und deren Schenkung an den Nördlinger Verschönerungsverein ermöglichte. 
In den Anlagen befinden sich seltene fremdländische, als auch einheimische Gewächse und Bäume: Ginkgo, Sibirische Birke, Trompetenbaum, Geweihbaum, Kopfeiben unter anderem mit integriert in den Park sind ein Rosarium sowie mehrere zeitgenössische Kunstwerke von Ernst Steinacker.